# Ernst Clausen
Ernst Alexander Clausen (* 18. September 1861 in Aurich; † 13. Dezember 1912 in Jena) war ein preußischer Offizier, deutscher Prosaautor und Zeitkritiker, der auch unter dem Pseudonym Klaus Zehren schrieb.

## Leben
Clausen entstammte einer hannoverschen Offiziers- und Beamtenfamilie. Entgegen seiner welfischen Familientradition trat er in preußische Dienste. Seine militär- und zeitkritischen Schriften mit altpreußischen Standpunkten trugen ihm den „schlichten Abschied“ als Hauptmann ein. Fortan widmete er sich schriftstellerischer Arbeit (zeitgenössische und historische Romane und Novellen, Essayistik, Freimaurertum) und gab die Literaturzeitschrift Wartburgstimmen heraus. Max Eyth zählte zu seinen Freunden. 
Er heiratete zweimal: zuerst Emilie Kron († 1901), dieser Ehe entstammten drei Söhne, darunter der Offizier Ernst Clausen, der als „Klaus Zelter“ über den Segelflug publizierte, und der Schauspieler Claus Clausen; und nach deren Tod Rita Winter (1884–1968), nachmals unter ihrem zweiten Ehenamen Rita Öhquist eine namhafte Übersetzerin aus dem Finnischen und Schwedischen; dieser Ehe entstammten zwei Söhne.

## Werke
- Über Klippen, Dresden [u. a.] 1888 (unter dem Namen Claus Zehren)
- Sein Genius : eine Künstlergeschichte, Stuttgart : Engelhorn 1892 (unter dem Namen Claus Zehren) (Engelhorns allgemeine Romanbibliothek, 9. Jg. 1892/93, Bd. 4) (Digitalisat der BSB München)
- Die Brüder, Stuttgart : Engelhorn 1895 (unter dem Namen Claus Zehren) (Engelhorns allgemeine Romanbibliothek, 12. Jg. 1895/96, Bd. 7) (Digitalisat der BSB München)
  - Erstveröffentlichung als Fortsetzungsroman in der Gartenlaube 1894, Hefte 27–35
- Judas, Berlin 1896. Digitalisierung: Zentral- und Landesbibliothek Berlin, 2020. URN urn:nbn:de:kobv:109-1-15423634
- Der Ehe Ring, Berlin 1897
- Henny Hurrah!, Berlin 1898 
  - Besprechung in Das litterarische Echo : Halbmonatsschrift fur Litteraturfreunde 1.1898/99, S. 249
- Freimütige Bekenntnisse, Berlin 1899
- Am Schwungrad der Zeit, Jena 1901
- Ums Heimrecht, Berlin 1902
- Die Männerwage, Eisenach [u. a.] 1903
- Stillgestanden!, Eisenach [u. a.] 1903
- Zwischen Lachen und Weinen, Leipzig 1903
- D'r Kindbetter, Straßburg i. E. 1908 (zusammen mit Ferdinand Bastian)
- Das Haus am Markt, Leipzig 1910
- Wir Freimaurer im Zeitalter der Technik, Leipzig 1910
- Aufklärung der Mitwelt über Wesen und Ziele der Freimaurerei, Leipzig 1911
- Dora Plattner, Leipzig 1911
- Ist der Verein Deutscher Freimaurer eine natürliche Erscheinung freimaurerischer Entwicklung in Deutschland?, Leipzig 1912
- Lulus Glück. Zu alt. Peter Bogners Ehrentag, Leipzig 1912
- Mutter Wiedenkamp. Immaculata. Der Heiligen Kind, Leipzig 1913
- Der Wöchner und anderes Lustiges aus dem Ehemarsch, Leipzig 1913
- Die Freimaurer : Einführung in das Wesen ihres Bundes (Aus des Verfassers Nachlaß), Berlin : Alfred Unger 1914 Digitalisat der Cornell Library
- Der Heiligen Kind ; mit 6 Bildern von Theodor Herrmann, Hamburg-Grossborstel : Verlag der Deutschen Dichter-Gedächtnis-Stiftung 1916